# Sivagiri
Sivagiri es una ciudad y nagar Panchayat situada en el distrito de Erode en el estado de Tamil Nadu (India). Su población es de 17979 habitantes (2011). Se encuentra a 25 km de Erode.

## Demografía
Según el censo de 2011 la población de Sivagiri era de 17979 habitantes, de los cuales 8909 eran hombres y 9070 eran mujeres. Sivagiri tiene una tasa media de alfabetización del 77,30%, inferior a la media estatal del 80,09%: la alfabetización masculina es del 85,70%, y la alfabetización femenina del 69,12%.